# 豊東村
豊東村（とよひがしそん）は、山口県豊浦郡にあった村。現在の下関市菊川町の東半にあたる。

## 地理
- 山岳 ： 白山、高畑山
- 河川 ： 木屋川、田部川

## 歴史
- 1889年（明治22年）4月1日 - 町村制の施行により、樅ノ木村・道市村・轡井村・下保木村・上保木村・東中山村・西中山村・下大野村・上大野村・田部村・上田部村・七見村の区域をもって発足。
- 1955年（昭和30年）4月10日 - 菊川村および内日村の一部（大字日新）と合併して菊川町が発足。同日豊東村廃止。

## 村長
- 雑賀信三郎

## 交通

### 鉄道路線
- 長門鉄道（1956年廃止）
  - 長門鉄道線
    - 下大野駅 - 上大野駅 - 田部駅 - （村域外） - 西中山駅